# Дивизион Адамса (НХЛ)
Дивизион Адамса был сформирован в 1974 году как часть Конференции Принца Уэльского и был назван в честь Чарльза Адамса, основателя клуба Бостон Брюинз.
Дивизион просуществовал 19 сезонов до 1993 года, когда был трансформирован в Северо-восточный дивизион.

## Составы дивизиона

### 1974—1976
- Бостон Брюинз
- Баффало Сэйбрз
- Калифорния Голден Силз
- Торонто Мэйпл Лифс

#### Изменения с сезона 1973—1974
- Дивизион Адамса сформирован в результате преобразований НХЛ.
- «Бостон Брюинз», «Баффало Сэйбрз», и «Торонто Мэйпл Лифс» перешли из Восточного дивизиона.
- Клуб «Калифорния Голден Силз» перешел из Западного дивизиона.

### 1976—1978
- Бостон Брюинз
- Баффало Сэйбрз
- Кливленд Баронз
- Торонто Мэйпл Лифс

#### Изменения с сезона 1975—1976
- Клуб «Калифорния Голден Силз» переехал в Огайо и сменил название на «Кливленд Баронз».

### 1978—1979
- Бостон Брюинз
- Баффало Сэйбрз
- Миннесота Норт Старз
- Торонто Мэйпл Лифс

#### Изменения с сезона 1977—1978
- Произошло объединение клубов «Кливленд Баронз» и «Миннесота Норт Старз». Новый клуб продолжил выступление под названием «Миннесота Норт Старз», однако, покинул Дивизион Смайта и занял место «Баронз» в дивизионе Адамса.

### 1979—1981
- Бостон Брюинз
- Баффало Сэйбрз
- Миннесота Норт Старз
- Квебек Нордикс
- Торонто Мэйпл Лифс

#### Изменения с сезона 1978—1979
- Квебек Нордикс стал членом НХЛ, покинув ВХА.

### 1981—1992
- Бостон Брюинз
- Баффало Сэйбрз
- Квебек Нордикс
- Монреаль Канадиенс
- Хартфорд Уэйлерс

#### Изменения с сезона 1980—1981
- «Миннесота Норт Старз» и «Торонто Мэйпл Лифс» стали членами Дивизиона Норриса.
- Клубы «Монреаль Канадиенс» и «Хартфорд Уэйлерс» переехали из Дивизиона Норриса.

### 1992—1993
- Бостон Брюинз
- Баффало Сэйбрз
- Квебек Нордикс
- Монреаль Канадиенс
- Оттава Сенаторс
- Хартфорд Уэйлерс

#### Изменения с сезона 1991—1992
- В результате расширения лиги был добавлен клуб «Оттава Сенаторс».

### После сезона 1992—1993
Произошла смена названий конференций и дивизионов:
- Восточная конференция
  - Атлантический дивизион
  - Северо-восточный дивизион
- Западная конференция
  - Центральный дивизион
  - Тихоокеанский дивизион

## Победители дивизиона в регулярном чемпионате
- 1975 — Баффало Сэйбрз (49-16-15, 113 очков)
- 1976 — Бостон Брюинз (48-15-17, 113 очков)
- 1977 — Бостон Брюинз (49-23-8, 106 очков)
- 1978 — Бостон Брюинз (51-18-11, 113 очков)
- 1979 — Бостон Брюинз (43-23-14, 100 очков)
- 1980 — Баффало Сэйбрз (47-17-16, 110 очков)
- 1981 — Баффало Сэйбрз (39-20-21, 99 очков)
- 1982 — Монреаль Канадиенс (46-17-17, 109 очков)
- 1983 — Бостон Брюинз (50-20-10, 110 очков)
- 1984 — Бостон Брюинз (49-25-6, 104 очков)
- 1985 — Монреаль Канадиенс (41-27-12, 94 очков)
- 1986 — Квебек Нордикс (43-31-6, 92 очков)
- 1987 — Хартфорд Уэйлерс (43-30-7, 93 очков)
- 1988 — Монреаль Канадиенс (45-22-13, 103 очков)
- 1989 — Монреаль Канадиенс (53-18-9, 115 очков)
- 1990 — Бостон Брюинз (46-25-9, 101 очков)
- 1991 — Бостон Брюинз (44-24-12, 100 очков)
- 1992 — Монреаль Канадиенс (41-28-11, 93 очков)
- 1993 — Бостон Брюинз (51-26-7, 109 очков)

## Победители дивизиона в плей-офф
- 1982 — Квебек Нордикс
- 1983 — Бостон Брюинз
- 1984 — Монреаль Канадиенс
- 1985 — Квебек Нордикс
- 1986 — Монреаль Канадиенс
- 1987 — Монреаль Канадиенс
- 1988 — Бостон Брюинз
- 1989 — Монреаль Канадиенс
- 1990 — Бостон Брюинз
- 1991 — Бостон Брюинз
- 1992 — Бостон Брюинз
- 1993 — Монреаль Канадиенс

## Обладатели Кубка Стэнли
1. 1986 — Монреаль Канадиенс
2. 1993 — Монреаль Канадиенс

## Статистика выступлений в дивизионе Адамса
| Команда            | Выигранные сезоны | Год последней победы |
| ------------------ | ----------------- | -------------------- |
| Бостон Брюинз      | 9                 | 1993                 |
| Монреаль Канадиенс | 5                 | 1992                 |
| Баффало Сэйбрз     | 3                 | 1981                 |
| Хартфорд Уэйлерс   | 1                 | 1987                 |
| Квебек Нордикс     | 1                 | 1986                 |